# 納韋爾二鬚鯰
納韋爾二鬚鯰，為輻鰭魚綱鯰形目二鬚鯰科的其中一種，為亞熱帶淡水魚，分布於南美洲智利Bio-Bio河與Loncomilla河流域，體長可達26公分，棲息在底層水域，生活習性不明，可做為食用魚及遊釣魚。